# William F. Kretschmer
William F. Kretschmer (Salzburg, 1861 – ?) was en Oostenrijks-Amerikaanse componist en arrangeur van Boheemse afkomst.

## Levensloop
Kretschmer was al in jonge jaren als componist en muzikant succesrijk en kwam in 1883 naar Pilsen en ging later naar Praag. In Praag studeerde hij aan het Státní konservatori hudby v Praze bij onder anderen Antonín Dvořák. Hij vertrok in de Verenigde Staten en kreeg een aanstelling als muzikant in het orkest van het Seidl's Metropolitan House in New York. In 1904 verhuisde hij vandaar naar Alameda en werkte daar als componist.
Naast een groot aantal van bewerkingen van klassieke muziek voor orkest en harmonieorkest, zoals:
| Componist                   | Titel                                                 | Instrumentatie                                           |
| --------------------------- | ----------------------------------------------------- | -------------------------------------------------------- |
| Franz von Blon              | Soldatenblut (Soldiers blood march)                   | voor harmonieorkest                                      |
| Carl Bohm                   | 6 Vospielstücke - nr. 3. Italienische Romanze         | voor trombone (of bariton) en orkest (of harmonieorkest) |
| Luigi Cherubini             | Les Deux Journées, ou Le Porteur d'eau, ouverture     | voor orkest                                              |
| Richard Eilenberg           | The First Heart Throbs                                | voor harmonieorkest                                      |
| Edvard Grieg                | Norwegian Dance nr. II-III                            | voor orkest                                              |
| Théodore Lack               | Idilio                                                | voor piano en orkest                                     |
| Felix Mendelssohn Bartholdy | Scherzo from "Midsummernight's dream"                 | voor piano, orgel (of harmonium) en orkest               |
| Felix Mendelssohn Bartholdy | Intermezzo from "Midsummernight's dream"              | voor piano en orkest                                     |
| Felix Mendelssohn Bartholdy | Nocturno from "Midsummernight's dream"                | voor piano en orkest                                     |
| Bedřich Smetana             | Selection from "Prodaná nevěsta (De Verkochte Bruid)" | voor orkest                                              |
| Carl Maria von Weber        | Jubel Ouverture                                       | voor harmonieorkest                                      |

schreef hij ook eigen werken voor orkest, harmonieorkest, vocale muziek en kamermuziek.

## Composities

### Werken voor orkest
- 1900 Graziosa Overture, op. 107
- 1903 Idle hours, caprice voor orkest, op. 189
- 1903 Melodie - Albumleaf - Humoresque
- American (Bohemian intermezzo)
- Athena
- Dramatic Adagio
- Fantasie Slave, op. 105
- Paraphrase
- The Roumanian Festival Overture
- The Young Husband March, op. 40
- Turkish March
- With Banners Unfurled

### Werken voor harmonieorkest
- 1896 Intermezzo Américain, op. 33
- 1899 Budding Roses
- 1899 Language of the Roses (Air de Ballet), valse caprice
- 1900 Fairies Whispers
- 1900 Josephine Overture
- 1901 With Iron Hand
- 1902 Sounds from France
- 1903 The German American
- 1904 American Dance nr. 1
- 1904 Deutscher Tanz, karakterstuk
- 1904 Mayflower Overture
- 1904 Sounds from Itay
- 1905 Humoresque
- 1907 American Festival Overture, op. 217
- 1921 Adalgo's Wooing
- Flirtation, valse caprice
- Forsaken (Verlassen) - paraphrase on Thomas Koschat's song
- Sounds from Italy, Selection of Italian Airs, op. 106[2]

### Vocale muziek
- 1913 To Pause And Look You Charm Me, lied voor zangstem en ensemble

### Werken voor piano
- 1895 The Telegraph[3]